# 大学入学資格検定
大学入学資格検定（だいがくにゅうがくしかくけんてい、英語: University Entrance Qualification Examination）とは、2004年度（平成16年度）以前の日本で実施されていた、日本の大学に入学する学力の有無を判定し、試験合格者は高校卒業者と同等の資格が得られる国家試験のことであった。大検（だいけん）と略称されていた。
2004年度（平成16年度）末に廃止され、2005年度（平成17年度）から高等学校卒業程度認定試験（高認）へ移行している。

## 概要
この大学入学資格検定という制度は、大学入学資格を有しない者（高等学校を卒業していない人）に対して、「高等学校を卒業した者と同等以上の学力があるかどうか」を認定するために検定を行い、その合格者に対して大学入学資格を与えるためのものであった。
大学入学資格検定に合格した者は、中学校卒業程度認定試験（中検）にも合格したものとみなされる。合格時に18歳未満であった者（その年度中に18歳になる者は除く）は、18歳になる年度から大学入学資格が与えられる。また、大学入学資格検定に合格している者は、高等学校を卒業した者と「同等以上の学力」があると認められるので、大学受験や就職の際の扱いは高等学校卒業程度認定試験の合格者と同じで（高卒認定試験では、大検で合格した科目は免除扱いになる。）、公務員試験や、国・都道府県・地方自治体が主催する各種国家資格試験での学歴要件を満たすことが多い。ただし、合格した場合であっても、民間企業への応募に際しては応募者を高校卒業扱いとするかどうかは、文部科学省所管の高等学校以外の学校卒業者と同様に企業によって判断が分かれる場合もある。
出題は、主として多肢選択による客観式の検査方法で、解答はマークシート方式によっていた。1995年ころまでは合格難易度が高かったが、2000年代になって合格必要科目数が減ると同時に合格最低点が下がり、合格率は上昇した。
朝鮮学校などの卒業者は日本の学校教育法では高校卒業の資格とはならなかったので、これに対して大検を免除するべきかが議論となった。堤清二、橋爪大三郎等は、大学入学資格検定のかわりに「高等学校学力検定試験（高検）」を新設するべきだと主張していた。
履歴書の学歴欄記入例 「平成○○年○○月 大学入学資格検定合格」

## 受検資格
- 中学校を卒業した者
- 中等教育学校の前期課程を修了した者
- 盲学校の中学部・聾学校の中学部・養護学校の中学部（当時。いずれも現在は特別支援学校に改称）を卒業した者
- 就学義務猶予免除者等の中学校卒業程度認定試験に合格した者
- 中学校を卒業していない者で、受検年度内に16歳以上になる者

以上のうち、どれかを満たす人が受検できた。かつては最後の条件が定められていなかったため、民族学校卒業者や就学免除者は、「就学義務猶予免除者等の中学校卒業程度認定試験」に合格しない限り受検資格がなく、特に民族学校卒業者は「就学義務猶予免除者等の中学校卒業程度認定試験」も受験資格がない場合もあった。
上記の条件を満たしていても、
- 高等学校の全日制の課程に在籍している者
- 高等専門学校に在籍している者
- 中等教育学校の後期課程に在籍している者
- 盲学校の高等部・聾学校の高等部・養護学校の高等部に在籍している者
- 高等学校を卒業した者
- 中等教育学校の後期課程を修了した者
- 高等専門学校の第3学年を修了した者
- 盲学校の高等部・聾学校の高等部・養護学校の高等部を卒業した者
- すでに大学入学資格検定の全科目について合格した者

のうちどれかを満たす人は、受検資格がなかった。
注意点としては、高等学校の定時制の課程・通信制の課程を卒業した者は受検できないが、在籍している者は受検できるということ、全日制の課程などに在籍する者であっても大学入学資格検定の試験日までに退学すれば受検できることである。

## 試験科目
廃止時点において合格に必要な科目は以下の通りで、科目数は11（現代社会でなく、倫理と政治・経済を選択した場合は12）だった。選択科目は必須選択科目からの選択を除いて2科目を選択した。ただし、同一名称の科目は1つのみ。また、公民はどちらか1グループのみ。
- 国語
  - 国語：必須
  - 古典：選択
- 地理歴史
  - 世界史A / 世界史B：どちらか1科目必須
  - 日本史A / 日本史B / 地理A / 地理B：どれか1科目選択必須
- 公民
  - 現代社会 / 倫理 / 政治・経済：現代社会1科目ないし倫理と政治・経済の2科目のどれか必須
- 数学
  - 数学Ⅰ：必須
  - 数学Ⅱ・数学A：選択
- 理科
  - 総合理科 / 物理ⅠA / 物理ⅠB / 化学ⅠA / 化学ⅠB / 生物ⅠA / 生物ⅠB/ 地学ⅠA / 地学ⅠB：どれか2科目選択必須
- 家庭
  - 家庭：必須
- 保健体育
  - 保健：選択
- 外国語
  - 英語：選択
- 工業
  - 工業数理：選択
- 商業
  - 簿記・会計：選択
- 職業訓練に関する科目
  - 情報関係基礎：選択

## 制度の沿革

### 開始まで
第二次世界大戦前は、旧制専門学校進学のための「専門学校入学者検定試験（略称 専検）」（旧制中学校卒業同等資格とされた）や、「実業学校卒業程度検定試験（略称 実検）」や、「高等学校高等科入学資格試験（略称 高検）」「高等試験令第7条試験（略称 高資。高試七とも）」（前出の高検とは別資格で旧制中学4年修了と同等資格とされた。旧制高校の受験資格は中学4年修了であった）という試験があり、これらの資格試験を前身として、1951年に大学入学資格検定が始まった。

### 開始後の改訂[3]
- 1953年 高等学校の定時制課程に在籍する者の受験が認められる。
- 1965年 学習指導要領の改訂に伴い、合格に必要な科目数をそれまでの14科目から16科目に変更。
- 1967年 高等専門学校の1、2年次中退者に受検資格を認める。
- 1975年 学習指導要領の改訂に伴い、合格に必要な科目数を原則15科目に変更（以降、学習指導要領の改定に応じて合格に必要な科目数を変更）。
- 1986年 文部科学省認定の専修学校修了者の大学入学資格が認められたことなどにより、体育、保健等が必須受検科目から外され、合格に必要な科目数が11ないし12科目となった（そのうち必須受検科目は4ないし5科目）。
- 1988年 通信制・定時制高校の修業年限を「3年以上」[4]と学校教育法を改正。これにより、通信制・定時制高校の生徒が3年間の在籍で卒業できるようになったため、高等学校通信制・定時制在学者に合格科目を既修得単位として認定できる改訂を実施（それまで、通信制・定時制在学者で3年以内に大検合格に必要な科目をすべて満たしても高校は中退扱いで、かつ一部合格科目も単位認定されることはなかった。）。
- 1989年 全面的にマークシートを導入。
- 1996年 必須受検科目が4ないし5科目から8ないし9科目へ増加。
- 2001年 この年より受検機会が年2回となり、それに加え合格に必要な科目数が従来の11ないし12科目から9ないし10科目に減少した。ただし、2度目の開催月は会場確保の観点などから年により変動していた。
- 2004年 最後の大学入学資格検定を実施。
- 2005年 高等学校卒業程度認定試験を新設。従前の大学入学資格検定は廃止された。

## 大学入学資格検定（およびその前身に相当する試験）を受けた有名人
氏名五十音順。肩書きは当時のもの。

### 専検・高検など
- 井上光晴[5] - 作家。独学で合格したと自称していたが、原一男がドキュメンタリー映画「全身小説家」のため調査した結果詐称と判明、映画内でも説明している。
- 大宅壮一 - ジャーナリスト。旧制中学を放校処分となり、資格検定合格で旧制高校の入学資格を得て、第三高等学校に入学した。
- 椎名麟三[6] - 作家。
- 高木惣吉 - 海軍少将。[要出典]
- 中島知久平 - 海軍機関大尉、政治家、経営者。[要出典]
- 中野孝次 - 作家、独文学者。専検を経て、熊本の旧制第五高等学校に入学。
- 平林剛 - 昭和期の政治家。衆議院議員、日本社会党書記長。[要出典]
- 舩坂弘 - 軍人。
- 益谷秀次 - 昭和期の政治家。衆議院議員、衆議院議長、副総理。
- 三井理峯 - 政治活動家。通算6回の各種選挙に出馬し、いずれも落選。同氏の選挙姿勢は小林よしのりの著書ゴーマニズム宣言に影響を与える。
- 南喜一 - 昭和期の実業家。元国策パルプ（日本製紙の前身の一つ）会長。ヤクルト本社会長。
- 山下元利 - 政治家、防衛庁長官。当時史上最年少の15歳で専検に合格し、第一高等学校に入学。
- 和島岩吉 - 弁護士、日弁連会長。

### 大検
- 杏 - 女優。
- 家本賢太郎 - 株式会社クララオンライン代表取締役社長。中学在学中に脳腫瘍摘出手術後、車椅子生活となるも同社を15歳で起業した。慶応義塾大学環境情報学部中退。のち18歳の時に奇跡的に障害も回復し自立。
- 家入一真 - 実業家、GMOペパボ、CAMPFIREの創業者。大検に合格し地元の美術大学にも合格するものの通わなかった。
- 石堂淑朗 - 脚本家、評論家。岡山県立岡山朝日高等学校を中退後、大検を経て、東京大学文学部卒業。松竹へ就職。
- 稲泉連 - ノンフィクション作家。早稲田大学第二文学部卒業。2005年、25歳の時に著書『ぼくもいくさに征くのだけれど』にて大宅壮一ノンフィクション賞受賞。
- 井上悦子 - プロテニス選手。東洋英和女学院大学卒業。
- 今枝仁 - 弁護士。高校を1年で中退後、大検を経て上智大学法学部へ進学。弁護士として活動する前に東京地方検察庁検察官であった経歴があり、木村拓哉主演のドラマ「HERO」の主人公のモデルとも言われる。
- 内田樹 - 思想家、神戸女学院大学教授。東京都立日比谷高等学校を退学後、大検に合格。東京大学に進学。
- 大西赤人 - 作家。血友病のため埼玉県立浦和高等学校から入学を拒まれ、独学で大検に合格。大学には進学せず。
- 岡田龍太郎 - 俳優。早稲田大学法学部卒業。令和6年度の司法試験に合格。
- 小笹公也 - オンテックス代表取締役会長兼CEO、馬主。中学卒業後板前、塗装工、プロボクサーを経て起業。大検を経て同志社大学商学部卒業。
- 笠谷圭司 - 三田市議会議員。東大卒業後、時事通信社の記者を経て28歳で市議会議員となった。
- 香葉村多望 - シュノーケルメンバー。大検に合格し大学に進学。大学では臨床心理学を専攻していたが、学費が払えず中退。
- 川合達彦 - 日本中央競馬会所属騎手。大検を経て、立命館大学卒業。「学士騎手」。
- 菅源太郎 - 政治活動家。元総理大臣菅直人の長男。大検を経て、京都精華大学人文学部卒業。
- 栗原裕一郎 - 評論家。小学校と中学校で登校拒否、東京都立日比谷高等学校中退、大検から駿台予備校を経て東京大学理科一類除籍。
- 小飼弾 - オープンソース開発者。VALUリードエンジニア。元オン・ザ・エッヂ(後のライブドア)取締役。カリフォルニア大学バークレー校中退。
- 紺野あさ美 - 元テレビ東京アナウンサー。元モーニング娘。メンバー。慶應義塾大学環境情報学部卒業。中学生の時にオーディションに合格し、学校卒業後も芸能活動だけしていたので高校には通っていない。
- 斉藤とも子 - 女優。大学入学資格検定合格後、東洋大学社会学部社会福祉学科に入学、卒業した。
- 西原理恵子 - 漫画家。土佐女子高を高3時に中退後、大学入学資格検定合格、武蔵野美術大学入学。
- ジェームス三木 - 脚本家。
- 菊池良 - 作家。元ヤフージャパン社員。大検を経て、東洋大学文学部卒業。
- 直井由文 - BUMP OF CHICKENメンバー。中学時代からプロ入りを決意し、父に頼んだところ「18歳までに大検と調理師免許を取ったら好きにしていい」と言われ、高校へ行かずに調理専門学校へ通い、条件を満たした。よって、大検と調理師免許を所有している。
- 中條寿子 - ギャル系のヘアメイク&ファッション雑誌『小悪魔ageha』編集長。和光大学卒業。
- 中村喜和 - 一橋大学名誉教授。ロシア文学者。ロモノーソフ金メダル、大佛次郎賞受賞。高校中退後大検合格。
- 中森明夫 - コラムニスト。三重県立明野高等学校（自称では明治大学附属中野高等学校）を中退し、大検を経て和光大学を卒業。[要出典]
- 長谷直美 - 女優。
- 林高生 - エイチーム創業者・社長。大学には行かず、中学卒業後起業し、マザーズからの昇格最短記録で東京証券取引所市場第一部に上場を果たした。
- 平田オリザ - 劇作家・演出家。東京藝術大学アートイノベーションセンター特任教授。大検を経て、国際基督教大学卒業。
- 廣松渉 - 東京大学名誉教授。哲学者。
- 福澤武 - 三菱地所名誉顧問。元社長。大検を経て、慶應義塾大学法学部卒業。
- 藤田直哉 - SF・文芸評論家。北嶺高等学校中退後、大検を経て早稲田大学第一文学部（文芸専修）卒業。東京工業大学社会理工学研究科価値システム専攻修了。博士（学術）。
- 堀田純司 - 作家。大検を経て、上智大学文学部卒業。
- 前田庸 - 学習院大学名誉教授。商法学者。元法制審議会会社法部会長。東京証券取引所社外取締役。東京大学卒業。
- 三木正俊 - 元日本弁護士連合会副会長。函館ラ・サール高等学校中退後大検に合格し、一橋大学法学部在学中に司法試験に合格。
- 三矢直生 - 宝塚歌劇団卒業生。大学入学資格検定合格後、東京芸術大学入学。
- 皆吉淳延 - 教育評論家。早稲田ゼミナール講師。大検を経て、駒澤大学文学部国文学科、千葉大学大学院教育学研究科修了。元高等学校教諭（国語科）。
- 三好春樹 - 介護、リハビリテーション（理学療法士）専門家。生活とリハビリ研究所代表。修道高等学校中退後、大検を経て、九州リハビリテーション大学校卒業。
- 村田マリ - 起業家、元ディー・エヌ・エー(DeNA)執行役員。愛知淑徳高校中退後、早稲田大学へ進学。
- 銘苅美世 - 医師。元宝塚歌劇団花組娘役。大検を経て、東海大学医学部卒業。
- 安田成美 - 女優。芸能活動多忙で高校を中退。後に大学入学資格検定に合格し、明治学院大学に進学するも、やはり芸能活動多忙のため、2年で中退。
- 柳川範之 - 東京大学大学院経済学研究科教授。慶應義塾大学経済学部卒業。
- 山田ルイ53世 - 漫才コンビ「髭男爵」のツッコミ担当。プロフィール上はソルボンヌ大学卒業となっているが、実際は六甲高等学校中退後に大検に合格し、愛媛大学法文学部に進学するも中退している。
- 横田由美子 - ルポライター。合同会社マグノリア代表社員。大検を経て、青山学院大学文学部卒業。
- 与沢翼 - 起業家。投資家。ドバイ在住。大検を経て、早稲田大学社会科学部卒業。
- 吉永小百合 - 女優。高校時代にすでに日活の清純派女優であり多忙であったため高校を中退。大学入学資格検定に全科目合格することが出来なかったが、早稲田大学に高卒と同等の学力があると認められ推薦で早稲田大学夜間部に入学した。

## 大検を扱っているメディア
- ガチンコ大検ハイスクール-武道家の大和龍門が講師を担当。不良少年や引き籠もりの青年ら数人が生徒として出演し大検を受検していたが、全員不合格であった。